# 拘束具
拘束具（こうそくぐ）とは、身体の自由を奪うための道具、衣類などの総称。

## 概要
拘束具は現在では主に次のような場合に使用される。
- 被疑者の逮捕
- 囚人の護送・逃亡防止
- 自傷・自殺行為の防止
- 介護
- 犯罪行為
- SM・BDSM
- アダルトビデオなどの撮影

また、よく精神病錬などで患者が他者に危害を及ぼす場合、先ほども言ったように自身の身を傷付ける自傷行為をした際に使われることも多い。
拘束具の使用は古くから人権の問題と密接に関わりがある。現在では、囚人に対する過度の拘束による怪我、要介護者への必要以上の拘束による人権侵害などが問題になっている（詳細は後述）。
現在市販されている入手可能なものは、介護もしくはSM目的のものである。多くは簡単に解除可能であったり、施錠機構が備えられていても安全性に留意された作りになっている。

## 種類

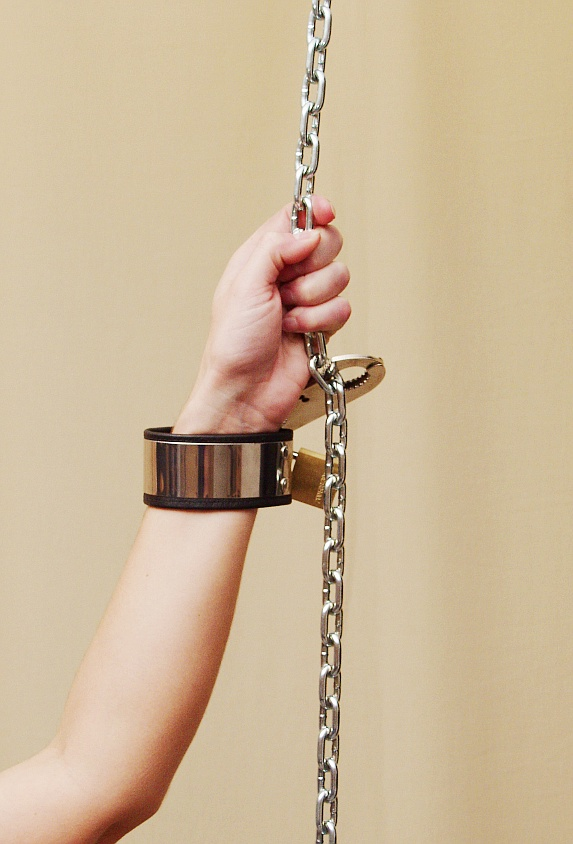
拘束具のうち、手錠の例

拘束具は、拘束部位や形状によって個別の名称がある。
- 拘束衣
- 猿轡、Spit hood（英語版）
- 手錠・指錠
- 手枷・足枷
- 首輪・首枷
- 貞操帯
- ロープ
- 結束バンド
- スコールズブライドル（英語版）
- ネックバイオリン（英語版）

等が挙げられるが、上記のものがすべてではなく多種多様なものがあり、身体を拘束する目的で使われる道具・衣類・設備などで身に着けるものは拘束具に含まれる。

## 拘束具を巡る諸問題

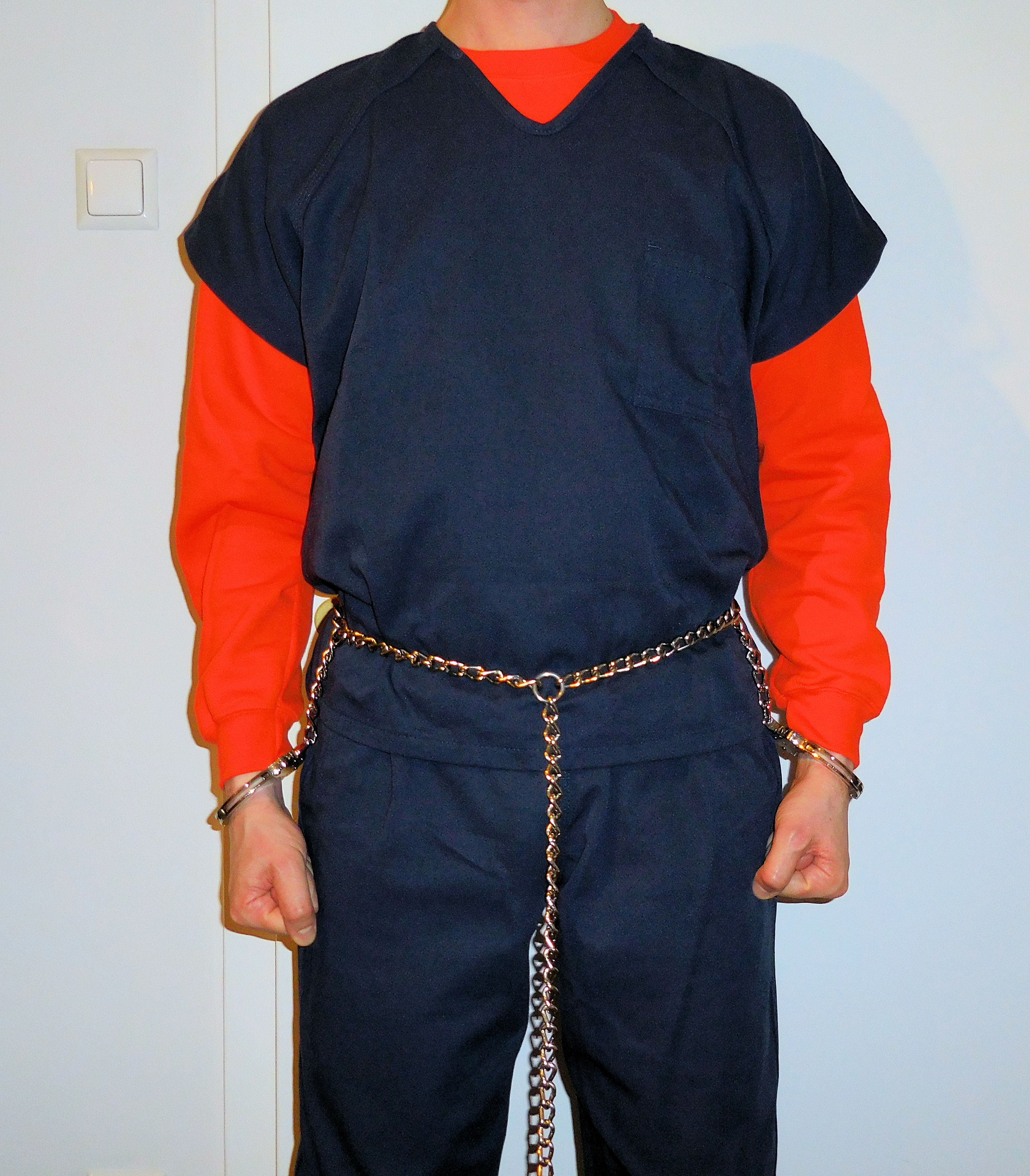
手錠とベリーチェーンを組み合わせた戒具。

精神科の病院や高齢者用病棟、刑務所、警察の留置場などで、拘束具の不適切利用によって死傷者が出る場合がある。そのような精神的・肉体的なリスクについて、病院関係者においては、教育などにより周知されている。
病院に於いては、入院患者が、身体拘束で拘束具を付けられ、死亡するケースもあった。また厚生労働省では、人権擁護の面だけでなく、拘束によって体力や筋力低下などによる転倒転落リスクなどの生活の質が低下すること、耐えがたい精神的苦痛をもたらすことが懸念されることから、『身体拘束廃止・防止の手引き』などが制作された。
診療科の中で、20世紀時点では高齢者医療の分野で高い割合で行われていた。

### 日本の警察の戒具による事故
警察における戒具（防声具、鎮静衣、ベルト手錠、革手錠など）の使用は、2018年から2022年にかけて毎年1500件前後となっている
使用する際のルールとして、刑事収容施設及び被収容者等の処遇に関する法律の第二百十三条（捕縄、手錠、拘束衣及び防声具の使用）にて、逃走しようとする場合、自身や他者を傷つける場合、留置施設の設備、器具などを破壊するおそれのある場合で、他に選択肢がない場合は、留置業務管理者の命令で拘束衣を使用することができる。ただし、この際、捕縄、手錠又は防声具の同時使用はできないとされている。
- 名古屋刑務所事件
  - 2002年5月名古屋刑務所での身体検査に反抗的な態度をとった男性受刑者（当時49才）へ、懲らしめ目的で腹部を革手錠で強く締め付け腸間膜挫裂等に基づく外傷性ショックにより死亡させた[7][8]。
  - 2002年9月、男性は革手錠を締められて、腸間膜損傷を負ったとされる[7][8]。
  - 2001年10月から2002年2月に、革手錠をきつく締められる暴行によって、心的外傷後ストレス障害（PTSD）を負う事例もあった[7][8]。
- 2004年4月20日に和歌山県警の警察署の留置場で、被疑者が防声具などの拘束具を何重にも装着され、死亡する事件が起こった。この事件では、担当の警察官3人が、業務上過失致死で略式起訴され、同年10月に罰金刑を受けた。また、被疑者の遺族が、和歌山県に対し損害賠償を求める訴訟を大阪地裁に起こし、同地裁は2009年2月、5,800万円の支払いを命じ、また「拘束具は将来的には使用しないのが望ましい」とも指摘した[9]。
- 2017年警視庁で取り調べを受けていた男性に、2時間におよぶ手が赤黒くなるほどの強さで手首、膝、足首の3か所をベルト手錠などで拘束した。拘束された男性は、2時間後に拘束が解かれたが、突然意識不明となり、間もなく死亡した。死因は戒具の使用で筋肉細胞が壊されたことで、多量のカリウムが血液に溶けだし、拘束が解かれたことで血流に乗って高濃度のカリウムが全身に回り、高カリウム血症で死亡したと推測されている[10]。